# Pannocja

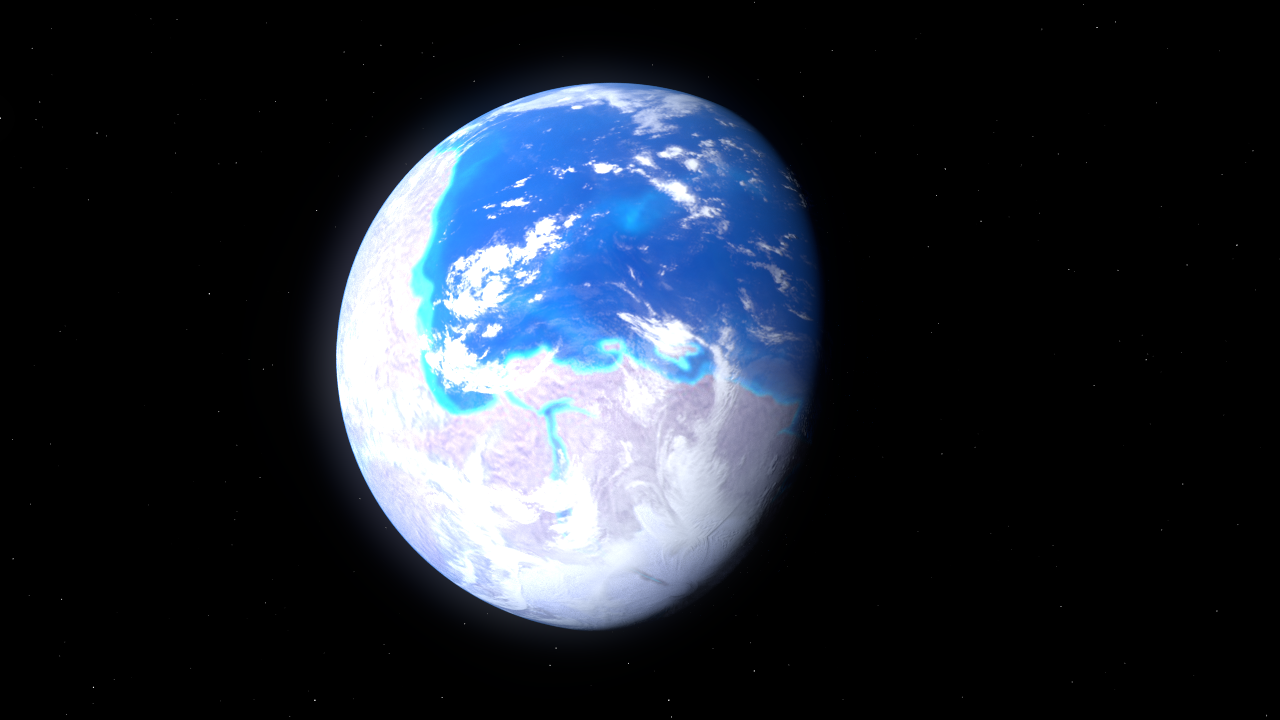
Ziemia 600 milionów lat temu

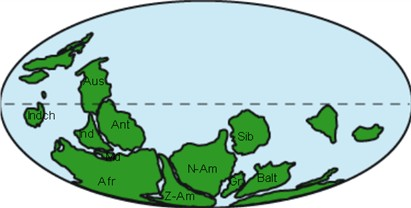
Konfiguracja superkontynentu Pannocji

Pannocja – hipotetyczny superkontynent istniejący w neoproterozoiku, który powstał około 600 mln lat temu w ediakarze i uległ rozpadowi po 60 mln lat, na początku kambru.

## Historia geologiczna
Superkontynent ten przypuszczalnie utworzył się po rozpadzie Rodinii. Rozszerzanie się oceanu Panthalassa, który rozerwał Rodinię i zamykanie Oceanu Panafrykańskiego pociągnęło za sobą kontynenty, które zderzyły się ponownie w innej konfiguracji. Zderzenie wypiętrzyło dookoła centralnego kratonu Konga masyw górski, scalając późniejszy kontynent afrykański (zdarzenie to nazywa się orogenezą panafrykańską).
Pannocja powstała z połączenia Protogondwany z Protolaurazją (którą tworzyły Laurencja, Bałtyka, Amazonia i Syberia). Pannocja znajdowała się głównie na półkuli południowej, jednak fragment późniejszej Gondwany położony był prawie południkowo. Taki układ mas lądowych miał poważny wpływ na klimat Ziemi. W okresie kriogenu na Ziemi panowały potężne zlodowacenia, być może obejmujące obszar całej planety (hipoteza ta nosi nazwę „Ziemia-śnieżka”, ang. Snowball Earth).
Pod koniec proterozoiku Pannocja rozpadła się na Gondwanę, Laurencję, Bałtykę oraz Syberię na skutek otworzenia się oceanów Japetus i Prototetydy. Nie jest pewne, czy mniejsze kontynenty nie odłączyły się od Gondwany wcześniej i jednolity kontynent Pannocji de facto nigdy nie powstał.